# Олимзода, Фатхулло
Фатхулло Олимзода (тадж. Fatkhullo Olimzoda; род. 3 августа 2005, Душанбе) — таджикский футболист, полузащитник сборной Таджикистана.

## Клубная карьера
Профессиональную карьеру начал в 2022 году в футбольном клубе «Динамо» Душанбе. Не сыграв ни одного матча, в 2023 году перешёл в клуб «Равшан», где сыграл 10 матчей и отличился одним голом.
С июля 2023 — игрок казахстанского клуба «Атырау».
В марте 2025 года перешел в дзержинский "Арсенал" по приглашению белорусского тренера Олега Кубарева, под руководством которого ранее работал в молодежной сборной Таджикистана.

## Карьера в сборной
15 июня 2023 года дебютировал за сборную Таджикистана до 23 лет в матче против сборной Гонконга до 23 лет (1:1). Игрок национальной сборной Таджикистана.

## Достижения
«Атырау»
- Финалист Кубка Казахстана: 2024

## Клубная статистика
| Игровая карьера | Игровая карьера  | Игровая карьера | Лига | Лига | Кубок | Кубок | Межд. | Межд. | Др. | Др. |
| --------------- | ---------------- | --------------- | ---- | ---- | ----- | ----- | ----- | ----- | --- | --- |
| 2022            | Динамо (Душанбе) | ?               | —    | —    | —     | —     | —     | —     | —   | —   |
| 2023            | Равшан           | А               | 10   | 1    | —     | —     | —     | —     | —   | —   |
| 2023            | Атырау           | А               | —    | —    | —     | —     | —     | —     | —   | —   |
| 2024            | Атырау           | А               | 14   | 0    | 6     | 1     | —     | —     | —   | —   |